# Prise de têtes
Pour plus de détails, voir Fiche technique et Distribution.
Prise de têtes est un téléfilm franco-allemand de 1995, réalisé par Éric Civanyan.

## Synopsis
Nathalie Groc (Valentine Varela), trente ans, chasseuse de têtes émérite pour une agence de recrutement. Elle est chargée de débaucher un as de l'informatique japonais, pour un gros client américain. Grâce à l'aide d'un professeur de biologie marine (Max Tidof) elle parviendra à le faire engager mais celui-ci s’avérera être un espion à la solde de la concurrence...

## Fiche technique
- Titre : Prise de têtes
- Titre allemand : Kopfjagd
- Réalisation : Éric Civanyan
- Pays d'origine : France
- Format : Couleurs
- Genre : Comédie
- Durée : 86 min

## Distribustion
- Valentine Varela : Nathalie Groc
- Max Tidof : Alex Biermann
- Claus Eberth : Alois Pershing
- Santha Leng : Akira Sasaki
- Dieter Ohlendiek
- Brigitte Schauder : Kathrin Dosse
- Heinz Trixner
- Peter von Strombeck : Lucas
- Antonio Di Mauro	: François